# Накачка лазера
Накачка лазера — процесс перекачки энергии внешнего источника в рабочую среду лазера. Поглощённая энергия переводит атомы рабочей среды в возбуждённое состояние. Когда число атомов в возбуждённом состоянии превышает количество атомов в основном состоянии, возникает инверсия населённости. В этом состоянии начинает действовать механизм вынужденного излучения и происходит излучение лазера или же оптическое усиление. Мощность накачки должна превышать порог генерации лазера. Энергия накачки может предоставляться в виде света, электрического тока, энергии химической или ядерной реакций, тепловой или механической энергии.

## Физика процесса

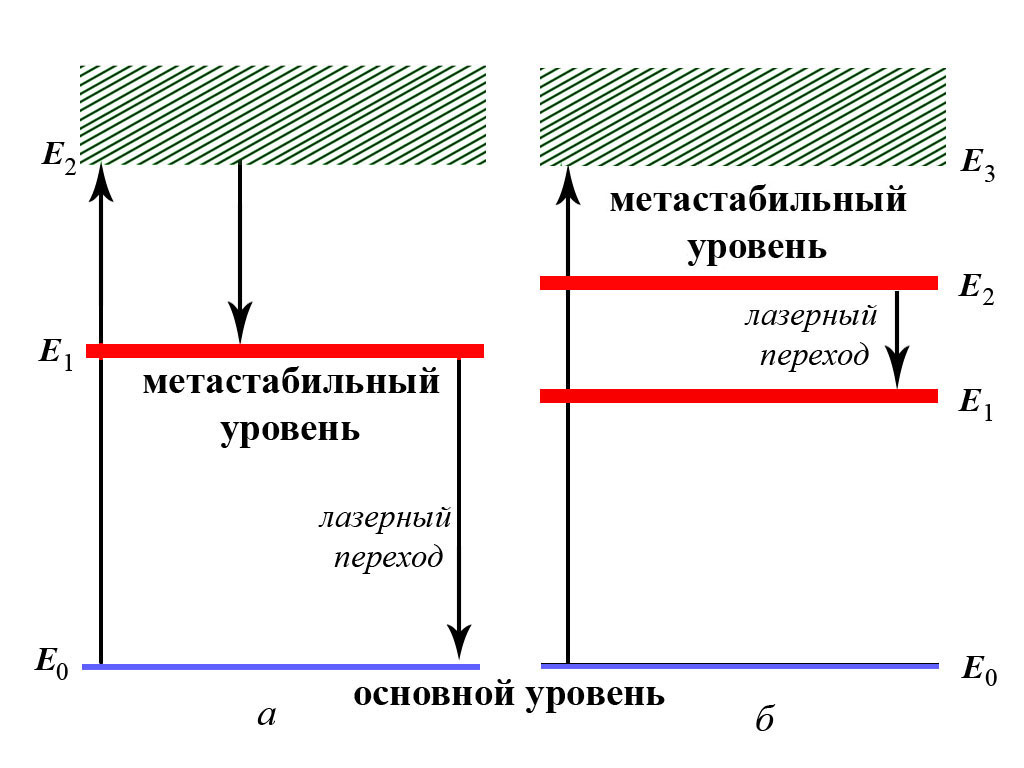
На рисунке: а — трёхуровневая и б — четырёхуровневая схемы накачки активной среды лазера

Классическая трёхуровневая система накачки рабочей среды используется, например, в рубиновом лазере. Рубин представляет собой кристалл корунда Al2O3, легированный небольшим количеством ионов хрома Cr3+, которые и являются источником лазерного излучения. Из-за влияния электрического поля кристаллической решётки корунда внешний энергетический уровень хрома E2 расщеплён (см. эффект Штарка). Именно это делает возможным использование немонохроматического излучения в качестве накачки.
При этом атом переходит из основного состояния с энергией E0 в возбуждённое с энергией около E2. В этом состоянии атом может находиться сравнительно недолго (порядка 10−8 с), почти сразу происходит безызлучательный переход на уровень E1, на котором атом может находиться значительно дольше (до 10−3 с), это так называемый метастабильный уровень. Возникает возможность осуществления индуцированного излучения под воздействием других случайных фотонов. Как только атомов, находящихся в метастабильном состоянии, становится больше, чем в основном, начинается процесс генерации.
Создать инверсию населённостей атомов хрома Cr с помощью накачки непосредственно с уровня E0 на уровень E1 нельзя. Это связано с тем, что если поглощение и вынужденное излучение происходят между двумя уровнями, то оба эти процесса протекают с одинаковой скоростью. Поэтому в данном случае накачка может лишь уравнять населённости двух уровней, чего недостаточно для возникновения генерации.
В некоторых лазерах, например в неодимовом, генерация излучения в котором происходит на ионах неодима Nd3+, используется четырёхуровневая схема накачки. Здесь между метастабильным E2 и основным уровнем E0 имеется промежуточный — рабочий уровень E1. Вынужденное излучение происходит при переходе атома между уровнями E2 и E1. Преимущество этой схемы заключается в том, что в данном случае легко выполнить условие инверсной населенности, так как время жизни верхнего рабочего уровня (E2) на несколько порядков больше времени жизни нижнего уровня (E1). Это значительно снижает требования к источнику накачки.
Кроме того, подобная схема позволяет создавать мощные лазеры, работающие в непрерывном режиме, что очень важно для некоторых применений.
Однако подобные лазеры обладают существенным недостатком в виде низкого квантового КПД, которое определяется как отношение энергии излученного фотона к энергии поглощенного фотона накачки (ηквантовое = hνизлучения/hνнакачки)

## Оптическая накачка

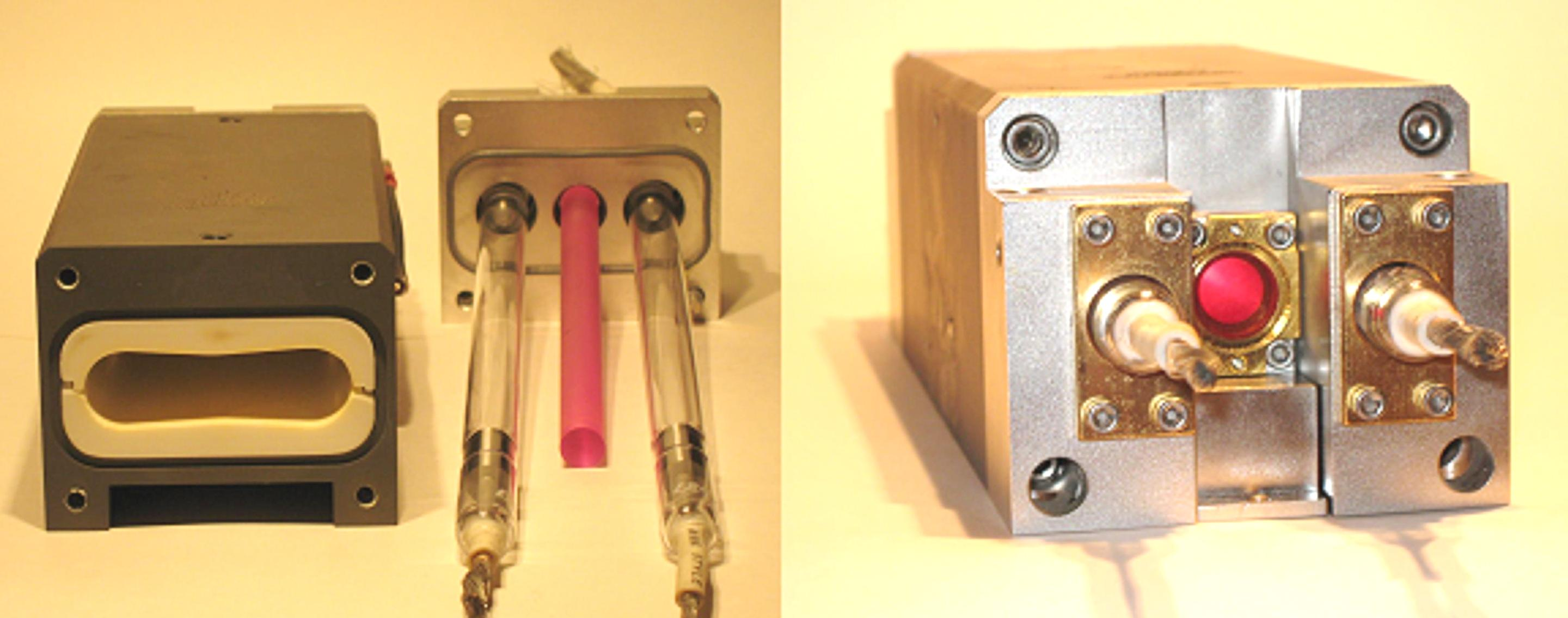
Рубиновый лазер. Лампы-вспышки слева и справа от рубинового стержня. Размеры стержня и ламп — 150 мм на Ø10 мм

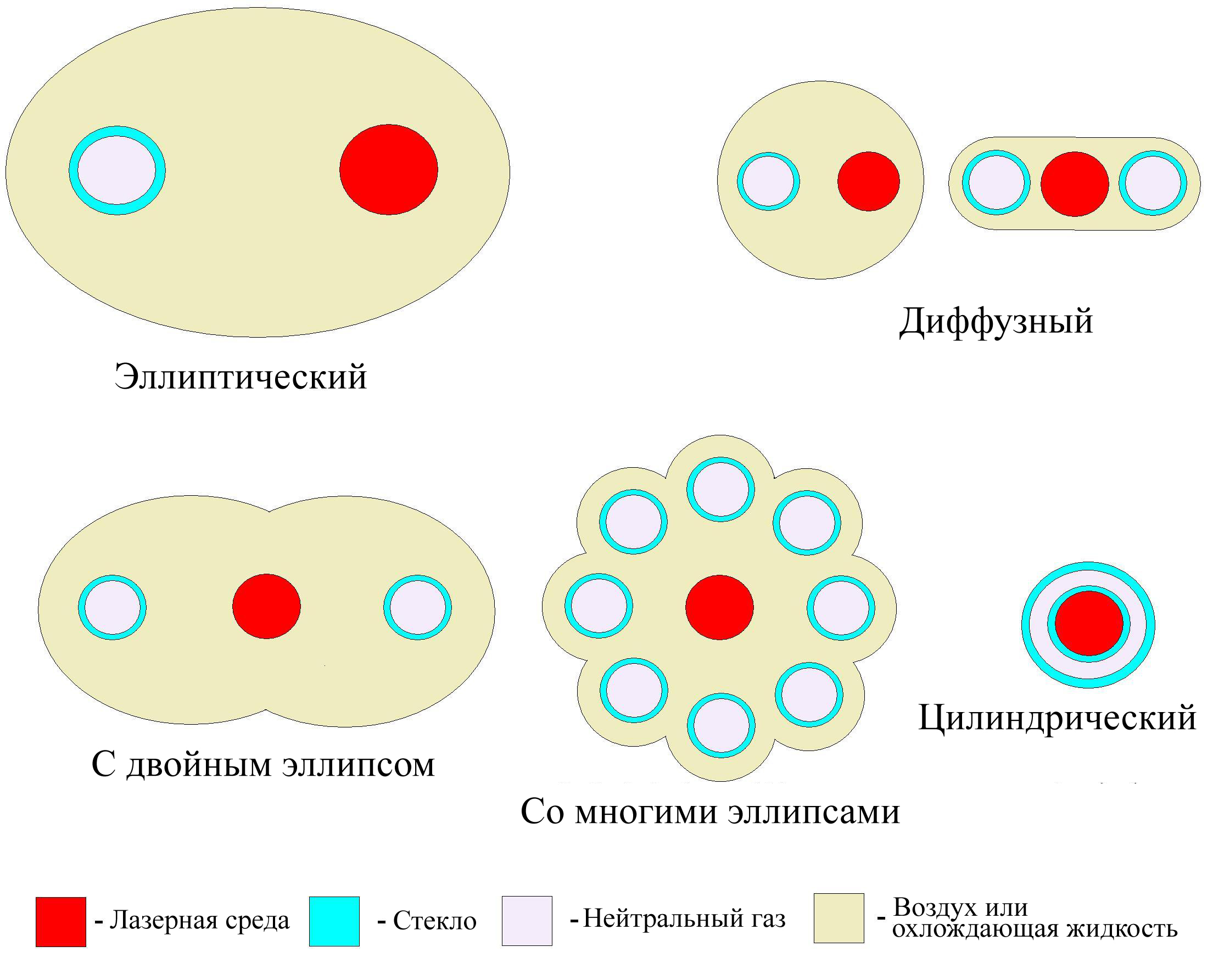
Различные конструкции отражателей лазерной головки с накачкой трубчатыми лампами

Оптическая накачка лазера подразумевает наличие источника света, оптической системы для концентрации этого света на рабочем теле лазера и собственно рабочего тела лазера. Тип лампы и рабочее тело лазера должны подходить друг другу по спектрам излучения и поглощения, соответственно. В качестве источника света обычно применяют:
- электролампы с высоким КПД (дуговые, газоразрядные (в том числе эксилампы));
- полупроводниковые источники света (светодиоды или другие лазеры);
- солнечный свет;

Оптическая накачка лазера, как правило, производится с боковой стороны рабочей среды лазера. Лазеры чаще всего твердотельные (представлены в виде стержня из кристалла или активированного примесями стекла) или лазеры на красителях (в виде жидкого раствора красителя в стеклянной трубке или струи раствора красителя («поперечная прокачка»)). Для наиболее эффективного использования энергии излучения лампа и активная среда находятся в полости с зеркальной поверхностью, которая направляет бо́льшую часть света лампы на рабочую среду.
Для мощных лазеров с ламповой накачкой предусматривается жидкостное охлаждение. Полупроводниковые светоизлучающие приборы монтируются на теплоотводе.
Накачка лазера излучением другого лазера применяется, когда спектр или мощность излучения требуемого лазера не совпадает с доступными лазерами. В таком случае подбирается пара из доступного лазера и рабочего тела. Лазер освещает рабочее тело в своем спектре излучения, а рабочее тело излучает в требуемом спектре. Мощность излучения увеличивают, облучая рабочее тело несколькими маломощными лазерами. Разновидность таких лазеров (твердотельный лазер с диодной накачкой, англ. DPSS) получила широкое распространение в виде лазерных указок разнообразных цветов. Накачка лазером (а не обычным светодиодом) упрощает систему фокусировки излучения накачки на рабочем теле, уменьшая габариты и увеличивая КПД конструкции. В промышленности распространены мощные волоконные лазеры на аналогичном принципе.

## Электрическая накачка
Непосредственная накачка лазеров электрическим током проработана для двух типов лазеров: газовых (электрическим разрядом в рабочем теле лазера) и полупроводниковых.

### В газовых лазерах

Газовый лазер с накачкой электрическим разрядом

Газовые лазеры обычно представляют собой стеклянную трубку, заполненную специальным газом или смесью газов. Под ударами электронов молекулы газа переходят в возбужденное состояние, высвобождая полученную энергию в виде фотонного излучения. Для возбуждения рабочей среды таких лазеров используются те же приемы, что и для поджига обычных газоразрядных ламп:
Создание электрического разряда между электродами, введенными в трубку.
- Возбуждение разряда в газе высокочастотными токами: индукционный[5]  и емкостный [6][7] метод.
- Возбуждение разряда в газе облучением СВЧ электромагнитным полем.

### В полупроводниковых лазерах
Полупроводниковый лазер — полупроводниковый прибор, непосредственно в структуре которого возникает лазерное излучение под действием электрического тока. Для этого класса лазеров накачка электрическим током является основным методом.

## Газодинамическая накачка

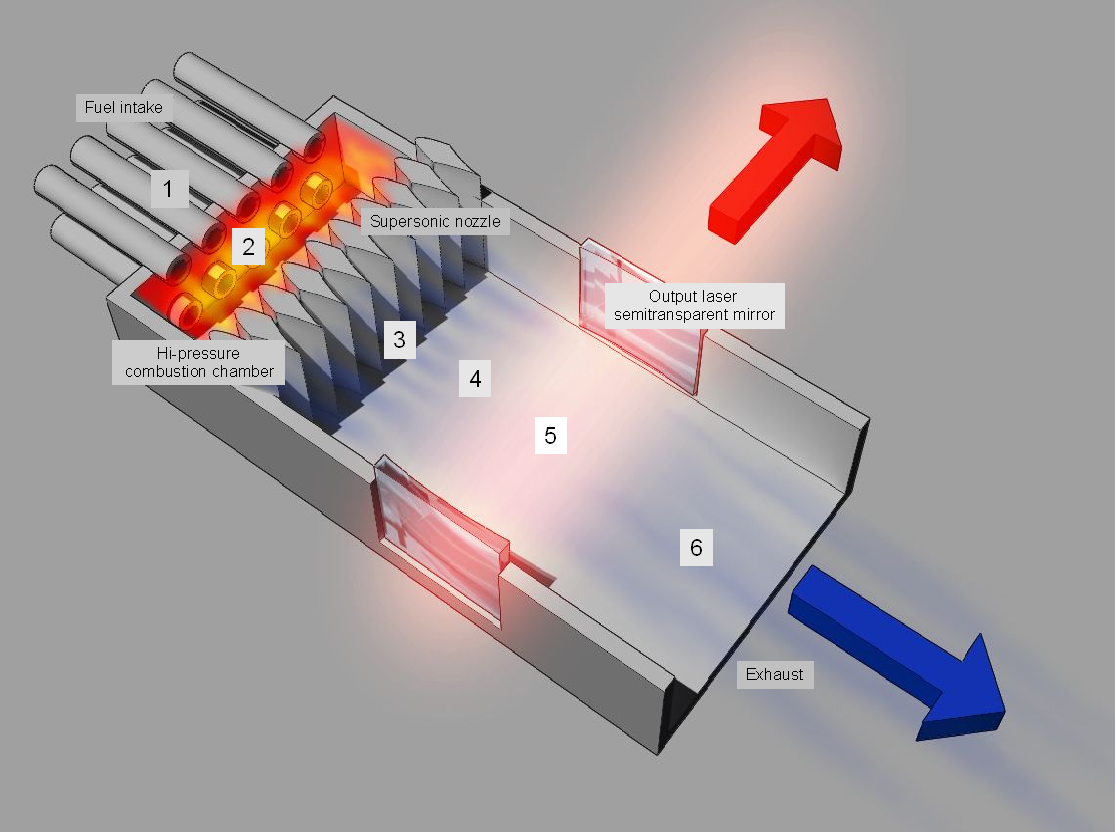
Газодинамический лазер

Газодинамический лазер состоит из сопла, через которое со сверхзвуковой скоростью (до 4 махов) выходит перегретый до полутора тысяч градусов газ. Мгновенное расширение и адиабатическое охлаждение газа оставляет в газе значительное количество молекул в возбужденном состоянии. Далее рабочее тело попадает в конструкцию, аналогичную газовым лазерам, где возбужденные молекулы переходят в основное состояние, участвуя в вынужденном излучении. Зачастую конструкция такого лазера основана на авиационных турбореактивных двигателях или ракетных двигателях. Газодинамический принцип накачки, несмотря на невысокий КПД, может давать лазерное излучение сверхвысоких энергий (до мегаватт) как в импульсном, так и в непрерывном режимах.

## Химическая накачка
Лазеры с использованием энергии химической реакции — это разновидность газовых лазеров, через рабочую зону которых непрерывно прокачивают газообразные реагенты. При химической реакции между реагентами образуются молекулы в возбужденном состоянии, переходящие в основное состояние с испусканием фотона. Газовые лазеры могут давать большие мощности излучения при относительно компактных размерах. Одна из проблем газовых лазеров — плохая экологичность вследствие обильного токсичного выхлопа.

## Ядерная накачка
Энергия ядерного взрыва является наиболее экзотическим способом накачки лазеров. Любое вещество в эпицентре взрыва превращается в плазму, которая, остывая, вновь образует атомы, но уже возбужденные. Если из исходного вещества предварительно изготовить длинный стержень, то в нём в направлении вдоль оси могут сформироваться условия для возникновения вынужденного излучения, генерируемого в результате перехода атомов в основное состояние. Очевидно, что подобный лазер импульсный и одноразовый. Огромная энергетика предопределяет рентгеновский диапазон излучения.

## Другие методы
- Лазер на свободных электронах — вид лазера, излучение в котором генерируется моноэнергетическим пучком электронов, распространяющимся в ондуляторе — периодической системе отклоняющих (электрических или магнитных) полей.